# Hagen Challenger 2025
Il Hagen Challenger 2025 è stato un torneo maschile di tennis professionistico. È stata la 5ª edizione del torneo, facente parte della categoria Challenger 75 nell'ambito dell'ATP Challenger Tour 2025, con un montepremi di 91 000 €. Si è giocato dal 28 luglio al 3 agosto 2025 sui campi in terra rossa del Tennis-Club Rot-Weiß Hagen e.V. di Hagen, in Germania.

## Partecipanti

### Teste di serie
| Nazionalità | Giocatore               | Ranking* | Testa di serie |
| ----------- | ----------------------- | -------- | -------------- |
| Paesi Bassi | Botic van de Zandschulp | 103      | 1              |
| Lituania    | Vilius Gaubas           | 135      | 2              |
| Germania    | Yannick Hanfmann        | 141      | 3              |
| Svizzera    | Jérôme Kym              | 145      | 4              |
| Regno Unito | Jan Choinski            | 149      | 5              |
| Paesi Bassi | Guy den Ouden           | 178      | 6              |
| Argentina   | Facundo Díaz Acosta     | 176      | 7              |
| Libano      | Benjamin Hassan         | 189      | 8              |
| Austria     | Jurij Rodionov          | 193      | 9              |

* Ranking al 21 luglio 2025.

### Altri partecipanti
I seguenti giocatori hanno ricevuto una wild card per il tabellone principale:
- Daniel Masur
- Niels McDonald
- Max Schönhaus

Il seguente giocatore è entrato in tabellone nell'ambito del College Accelerator Programme:
- Jay Dylan Hara Friend

Il seguente giocatore è entrato in tabellone nell'ambito del Next Gen Accelerator Programme:
- Joel Schwärzler

I seguenti giocatori sono entrati in tabellone come alternate:
- Marco Cecchinato
- Sumit Nagal

I seguenti giocatori sono passati dalle qualificazioni:
- Luka Mikrut
- Gonzalo Villanueva
- Mariano Kestelboim
- Alexander Donski
- Anton Matusevich
- Olle Wallin

Il seguente giocatore è entrato in tabellone come lucky loser:
- Dali Blanch

## Punti e montepremi
| Torneo    | Torneo              | V      | F     | SF    | QF    | 2T    | 1T  | Q | Q2  | Q1  |
| Singolare | Punti               | 75     | 44    | 22    | 12    | 6     | 0   | 4 | 2   | 0   |
| Singolare | Premi in denaro (€) | 12 980 | 7 620 | 4 550 | 2 635 | 1 535 | 950 | – | 360 | 185 |
| Doppio    | Punti               | 75     | 44    | 22    | 12    | –     | 0   | – | –   | –   |
| Doppio    | Premi in denaro (€) | 4 250  | 2 450 | 1 480 | 880   | –     | 500 | – | –   | –   |

## Campioni

### Singolare
Yannick Hanfmann ha sconfitto in finale  Guy den Ouden con il punteggio di 3–6, 6–2, 6–2.

### Doppio
Hendrik Jebens /  Albano Olivetti hanno sconfitto in finale  Vasil Kirkov /  Bart Stevens con il punteggio di 6–4, 6(2)–7, [10–8].